# Metropolitano de Karachi
O Metrô de Karachi é um sistema de transportes metropolitano propostas para a cidade de Karachi, Sindh, no Paquistão. Um plano para a construção de um sistema de transporte coletivo para esta cidade tem sido considerado, desde 1976. Por vários motivos este projeto tem sido mantido em espera por um longo tempo. Em 2002, foi nomeado pelo Governo de Sindh o Engineering Consultants International (ECIL), uma consultoria para elaborar uma proposta para fazer reviver este projecto. O estudo foi nomeado viáveis para a aplicação do Plano de Revitalização da Circular Ferroviária. A ECIL tem uma proposta em duas fases para a implementação deste projeto. A proposta de KCR ia ligar os distritos industrial e comercial da cidade.

## Benefícios
O projeto está planejado para ajudar cada um que vive dentro da proposta de regiões e para melhorar as inúmeras commuters viajando entre a casa e o trabalho.

## Rotas
| Rota                                   | Distância      | No. de Estações | Nome das Estações |
| -------------------------------------- | -------------- | --------------- | --- |
| Malir Cantt.-Karachi City-Malir Cantt. | 29 kilometre   | 11              | Malir Cantt. Station, Model Colony,Malir Colony Airport,Drigh Colony,Drigh Road Departure Yard,Chanesar Halt,Cantt. Station DCOS Halt,Karachi City Station                                                                                        |
| Landhi-Karachi City-Landhi             | 29 kilometre   | 11              | Landhi Station,Malir City, Malir Colony Airport, Drigh Colony, Drigh Road Departure Yard, Chanesar Halt, Cantt. Station DCOS Halt, Karachi City Station                                                                                           |
| Karachi City-Dhabeji-Karachi City      | 51.1 kilometre | 18              | Dhabeji Station, Gaddar, Marshaling Yard Marshaling Yard Halt, Bilal Nala, Bin Qasim Jumma Goth, Landhi, Malir City Malir Colony, Airport, Drigh Colony Drigh Road, Departure Yard, Chanesar Halt Cantt. Station, DCOS Halt, Karachi City Station |